# Георги Сучев
Георги Димитров Лазаров Сучев е български революционер и горянин, борец срещу комунистическата власт в България, и в частност в Пиринска Македония, след Деветосептемврийския преврат.

## Биография
Георги Сучев е роден на 27 октомври 1928 година в село Белица (днес Илинденци). Като гимназист в родното си село се присъединява към горянската чета на Герасим Тодоров. Самоубива се с бомба на 23 март 1948 година в плевня в Белица, след като е обкръжен от народната милиция по време на операция „Елен“, която цели унищожението на горяните в Пиринска Македония.
След демократичните промени от 1989 година негов паметник е поставен в село Илинденци.